# Валдемарас Венцкайтіс
Валдемарас Венцкайтіс (лит. Valdemaras Venckaičiai; нар. 4 вересня 1983, Таураге, Тауразький повіт, Литовська РСР) — литовський борець греко-римського стилю, бронзовий призер чемпіонату світу, бронзовий призер чемпіонату Європи, учасник Олімпійських ігор.

## Біографія
Боротьбою займається з 1997 року. 2003 року став срібним призером чемпіонату світу серед юніорів. Двоє його молодших братів Едгарас і Даріус — теж займаються греко-римською боротьбою. Едгарас — учасник літніх Олімпійських ігор 2012 року в Лондоні та бронзовий призер чемпіонату світу 2014 року у вазі до 66 кг.

## Виступи на Олімпіадах
| Змагання                    | Збірна | Вагова категорія | Місце |
| --------------------------- | ------ | ---------------- | ----- |
| Літні Олімпійські ігри 2008 | Литва  | 74 кг            | 14    |

## Виступи на Чемпіонатах світу
| Змагання                        | Збірна | Вагова категорія | Місце  |
| ------------------------------- | ------ | ---------------- | ------ |
| Чемпіонат світу з боротьби 2002 | Литва  | 66 кг            | 20     |
| Чемпіонат світу з боротьби 2003 | Литва  | 66 кг            | 32     |
| Чемпіонат світу з боротьби 2005 | Литва  | 74 кг            | 30     |
| Чемпіонат світу з боротьби 2006 | Литва  | 74 кг            | 21     |
| Чемпіонат світу з боротьби 2007 | Литва  | 74 кг            | Бронза |

## Виступи на Чемпіонатах Європи
| Змагання                         | Збірна | Вагова категорія | Місце  |
| -------------------------------- | ------ | ---------------- | ------ |
| Чемпіонат Європи з боротьби 2002 | Литва  | 60 кг            | 27     |
| Чемпіонат Європи з боротьби 2003 | Литва  | 66 кг            | 21     |
| Чемпіонат Європи з боротьби 2004 | Литва  | 66 кг            | 9      |
| Чемпіонат Європи з боротьби 2005 | Литва  | 66 кг            | 14     |
| Чемпіонат Європи з боротьби 2006 | Литва  | 74 кг            | 22     |
| Чемпіонат Європи з боротьби 2007 | Литва  | 74 кг            | Бронза |
| Чемпіонат Європи з боротьби 2011 | Литва  | 74 кг            | 19     |

## Виступи на інших змаганнях
| Змагання                                                  | Збірна | Вагова категорія | Місце  |
| --------------------------------------------------------- | ------ | ---------------- | ------ |
| Олімпійський кваліфікаційний турнір 2004                  | Литва  | 66 кг            | 8      |
| Олімпійський кваліфікаційний турнір 2004                  | Литва  | 66 кг            | 17     |
| Гран-прі Німеччини з боротьби 2005                        | Литва  | 74 кг            | 20     |
| Чемпіонат світу серед студентів 2006                      | Литва  | 74 кг            | Срібло |
| Гран-прі Німеччини з боротьби 2009                        | Литва  | 74 кг            | 10     |
| Турнір Германа Каре 2010                                  | Литва  | 74 кг            | Бронза |
| Гран-прі Німеччини з боротьби 2010                        | Литва  | 74 кг            | Бронза |
| Чемпіонат світу з боротьби серед військовослужбовців 2010 | Литва  | 74 кг            | 5      |
| Міжнародний турнір «Cristo Lutte» 2011                    | Литва  | 74 кг            | 8      |
| Меморіал Кристьяна Палусалу 2011                          | Литва  | 74 кг            | Срібло |
| Кубок Арво Хаавісто 2011                                  | Литва  | 74 кг            | Золото |
| Турнір Германа Каре 2012                                  | Литва  | 74 кг            | Срібло |
| Турнір Дана Колова — Николи Петрова 2012                  | Литва  | 74 кг            | 7      |
| Олімпійський кваліфікаційний турнір 2012                  | Литва  | 74 кг            | 11     |
| Олімпійський кваліфікаційний турнір 2012                  | Литва  | 84 кг            | 15     |
| Кубок Якоба Курбі 2013                                    | Литва  | 74 кг            | Срібло |
| Чемпіонат світу з боротьби серед військовослужбовців 2014 | Литва  | 75 кг            | Бронза |
| Гран-прі Німеччини з боротьби 2015                        | Литва  | 75 кг            | Золото |
| Гран-прі FILA 2015                                        | Литва  | 75 кг            | 5      |
| Турнір Вехбі Емре 2015                                    | Литва  | 75 кг            | 23     |